# Stilobezzia vittata
Stilobezzia vittata är en tvåvingeart som beskrevs av Clastrier 1960. Stilobezzia vittata ingår i släktet Stilobezzia och familjen svidknott.
Artens utbredningsområde är Kongo. Inga underarter finns listade i Catalogue of Life.